# Болл (лунный кратер)
Кратер Болл (лат. Ball) — ударный кратер в южной материковой части видимой стороны Луны. Название дано в честь английского астронома Уильяма Болла (ок.1631—1690) и утверждено Международным астрономическим союзом в 1935 г. Образование кратера относится к нектарскому периоду.

## Описание кратера

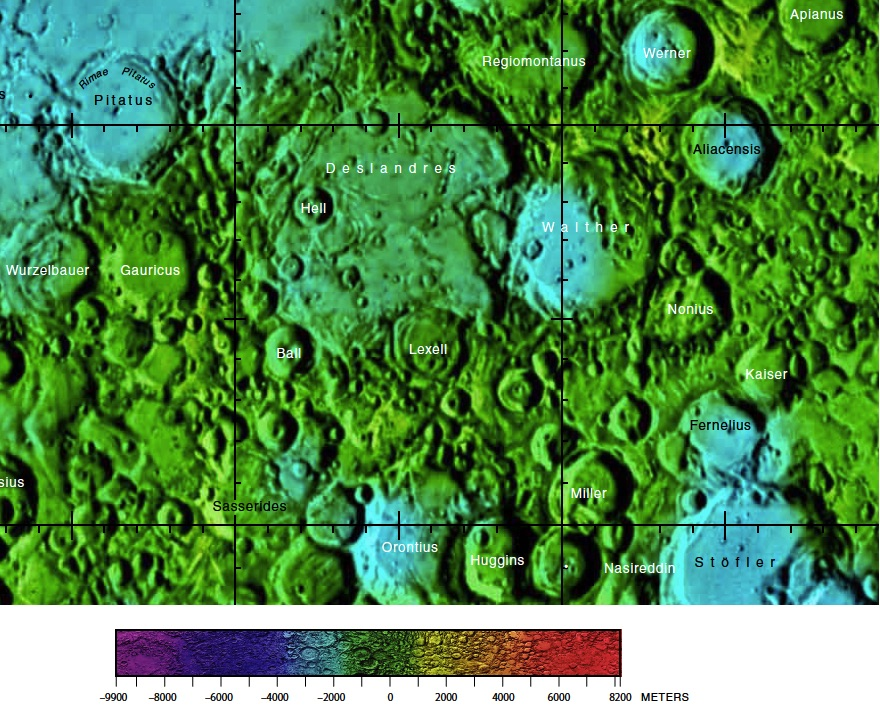
Окрестности кратера Болл. Фрагмент карты видимой стороны Луны.

Кратер примыкает к юго-западной части вала огромного кратера Деландр. Кроме этого ближайшими его соседями являются кратер Гаурико на северо-западе; кратер Хелль на севере; кратер Лексель на востоке и кратер Сассерид на юге. Селенографические координаты центра кратера 35°55′ ю. ш. 8°23′ з. д. / 35,92° ю. ш. 8,39° з. д., диаметр 40,31 км, глубина 2,81 км.
Кратер имеет правильную циркулярную форму с незначительными следами разрушения. Высота вала над окружающей местностью составляет 1040 м. На внутреннем склоне кратера просматриваются сглаженные следы террасовидной структуры. Дно чаши кратера пересеченное, имеется широкий центральный пик возвышение которого 900 м. Состав центрального пика — габбро-норито-троктолитовый анортозит с содержанием плагиоклаза 85-90 % (GNTA1). В восточной части чаши кратера находятся два понижения местности.

## Сателлитные кратеры
| Болл | Координаты                                            | Диаметр, км |
| ---- | ----------------------------------------------------- | ----------- |
| A    | 34°44′ ю. ш. 9°24′ з. д. / 34,74° ю. ш. 9,4° з. д.    | 29,2        |
| B    | 36°55′ ю. ш. 9°11′ з. д. / 36,92° ю. ш. 9,19° з. д.   | 9,7         |
| C    | 31°09′ ю. ш. 8°47′ з. д. / 31,15° ю. ш. 8,79° з. д.   | 31,1        |
| D    | 35°37′ ю. ш. 10°25′ з. д. / 35,62° ю. ш. 10,42° з. д. | 22,4        |
| E    | 36°32′ ю. ш. 8°11′ з. д. / 36,53° ю. ш. 8,18° з. д.   | 4,4         |
| F    | 36°57′ ю. ш. 8°29′ з. д. / 36,95° ю. ш. 8,49° з. д.   | 11,4        |
| G    | 37°43′ ю. ш. 10°13′ з. д. / 37,72° ю. ш. 10,22° з. д. | 26,7        |

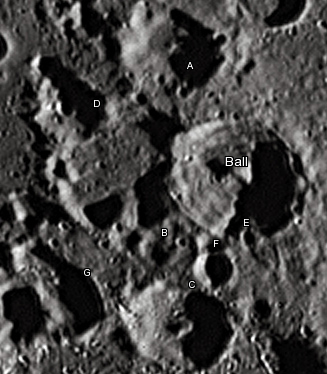
Снимок Девида Кемпбелла.

- Образование сателлитного кратера Болл C относится к нектарскому периоду[1].